# Sun Jun
Sun Jun (孫軍T, 孙军S, Sūn JūnP; Changchun, 22 giugno 1969) è un ex cestista cinese.

## Carriera
In carriera ha militato nei Jilin Northeast Tigers. Con la Cina ha disputato tre edizioni dei Giochi olimpici (1992, 1996, 2000) e i Mondiali 1994.